# Berlins Sportler des Jahres

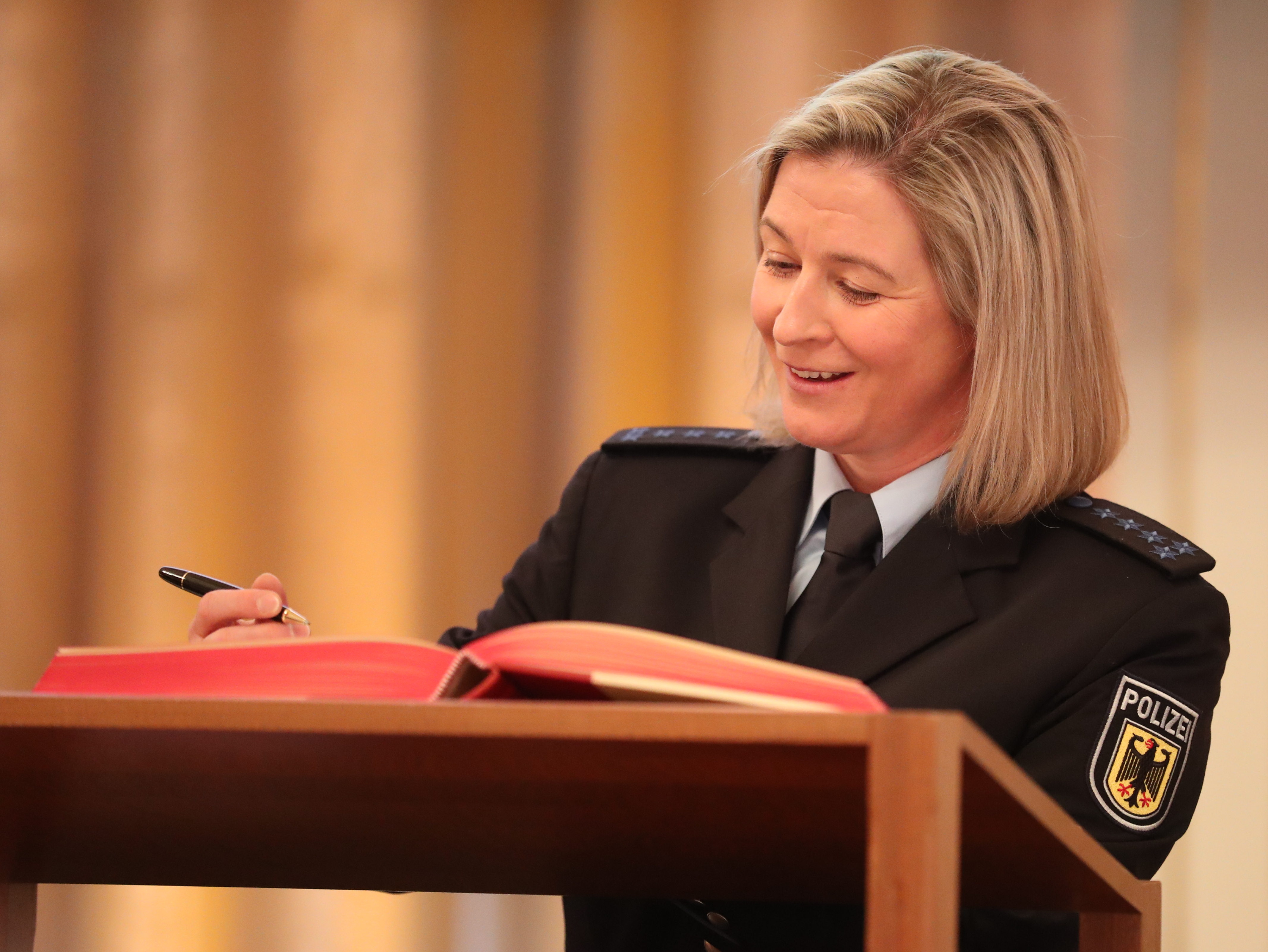
Claudia Pechstein, achtmalige Berliner Sportlerin des Jahres.

Die Wahl zu Berlins Sportler des Jahres wird seit 1979 durchgeführt, aktuell unter dem Titel Champions – Berlins Sportler*innen des Jahres. Am häufigsten wurden bei den Männern der Boxer Sven Ottke (7×), bei den Frauen die Eisschnellläuferin Claudia Pechstein (8×), bei den Mannschaften das Wasserballteam der Wasserfreunde Spandau 04 (11×) und bei den Trainern/Managern der Fußballtrainer Jürgen Röber (5×) ausgezeichnet. Seit 2023 werden für Männer und Frauen getrennte Mannschaftspreise vergeben. Vorher gewann immer ein Männer-Team die Mannschaftskategorie, die aber auch für Frauen offen war. So belegten die Damen des Berliner Hockey-Clubs 2010 den dritten Platz.

## Preisträger
| Jahr                         | Sportler                            | Sportlerin                                      | Mannschaft Männer                               | Mannschaft Frauen                               | Trainer/Manager              |
| ---------------------------- | ----------------------------------- | ----------------------------------------------- | ----------------------------------------------- | ----------------------------------------------- | ---------------------------- |
| 2024                         | Nils Ehlers Beachvolleyball         | Elena Semechin Schwimmen (Parasport)            | Eisbären Berlin Eishockey                       | Alba Berlin Basketball                          | Serge Aubin Eishockey        |
| 2023                         | Amanal Petros Leichtathletik        | Elena Semechin Schwimmen (Parasport)            | 1. FC Union Berlin Fußball                      | Alba Berlin Basketball                          | Urs Fischer Fußball          |
| 2022                         | Simon Geschke Straßenradsport       | Gina Lückenkemper Leichtathletik                | 1. FC Union Berlin Fußball                      | 1. FC Union Berlin Fußball                      | Urs Fischer Fußball          |
| 2021                         | Patrick Hausding Wasserspringen     | Elena Semechin Schwimmen (Parasport)            | 1. FC Union Berlin Fußball                      | 1. FC Union Berlin Fußball                      | Urs Fischer Fußball          |
| 2020 „Die Besten der Besten“ | Robert Harting Diskuswurf           | Franziska van Almsick Schwimmen                 | Alba Berlin Basketball                          | Alba Berlin Basketball                          | Kaweh Niroomand Volleyball   |
| 2019                         | Patrick Hausding Wasserspringen     | Elena Krawzow Schwimmen (Parasport)             | 1. FC Union Berlin Fußball                      | 1. FC Union Berlin Fußball                      | Urs Fischer Fußball          |
| 2018                         | Jonas Müller Eishockey              | Lisa Unruh Bogenschießen                        | Alba Berlin Basketball                          | Alba Berlin Basketball                          | Stelian Moculescu Volleyball |
| 2017                         | Patrick Hausding Wasserspringen     | Claudia Pechstein Eisschnelllauf                | Berlin Recycling Volleys Volleyball             | Berlin Recycling Volleys Volleyball             | Bob Hanning Handball         |
| 2016                         | Marcus Groß Kanurennsport           | Lisa Unruh Bogenschießen                        | Berlin Recycling Volleys Volleyball             | Berlin Recycling Volleys Volleyball             | Pál Dárdai Fußball           |
| 2015                         | Arthur Abraham Boxen                | Lena Schöneborn Moderner Fünfkampf              | Füchse Berlin Handball                          | Füchse Berlin Handball                          | Pál Dárdai Fußball           |
| 2014                         | Robert Harting Diskuswurf           | Lena Schöneborn Moderner Fünfkampf              | Alba Berlin Basketball                          | Alba Berlin Basketball                          | Kaweh Niroomand Volleyball   |
| 2013                         | Robert Harting Diskuswurf           | Sabine Lisicki Tennis                           | Berlin Recycling Volleys Volleyball             | Berlin Recycling Volleys Volleyball             | Jos Luhukay Fußball          |
| 2012                         | Robert Harting Diskuswurf           | Daniela Schulte Schwimmen                       | Eisbären Berlin Eishockey                       | Eisbären Berlin Eishockey                       | Don Jackson Eishockey        |
| 2011                         | Robert Harting Diskuswurf           | Sabine Lisicki Tennis                           | Füchse Berlin Handball                          | Füchse Berlin Handball                          | Markus Babbel Fußball        |
| 2010                         | Patrick Hausding Wasserspringen     | Britta Steffen Schwimmen                        | Füchse Berlin Handball                          | Füchse Berlin Handball                          | Ulli Wegner Boxen            |
| 2009                         | Arthur Abraham Boxen                | Britta Steffen Schwimmen                        | Eisbären Berlin Eishockey                       | Eisbären Berlin Eishockey                       | Ulli Wegner Boxen            |
| 2008                         | Arthur Abraham Boxen                | Britta Steffen Schwimmen                        | Eisbären Berlin Eishockey                       | Eisbären Berlin Eishockey                       | Bob Hanning Handball         |
| 2007                         | Arthur Abraham Boxen                | Britta Steffen Schwimmen                        | Füchse Berlin Handball                          | Füchse Berlin Handball                          | Bob Hanning Handball         |
| 2006                         | Jens Voigt Straßenradsport          | Claudia Pechstein Eisschnelllauf                | Hertha BSC Fußball                              | Hertha BSC Fußball                              | Falko Götz Fußball           |
| 2005                         | Marcelinho Fußball                  | Claudia Pechstein Eisschnelllauf                | Eisbären Berlin Eishockey                       | Eisbären Berlin Eishockey                       | Falko Götz Fußball           |
| 2004                         | Sven Ottke Boxen                    | Claudia Pechstein Eisschnelllauf                | „Berlin-Quartett“ der Nationalmannschaft Hockey | „Berlin-Quartett“ der Nationalmannschaft Hockey | Hans Meyer Fußball           |
| 2003                         | Sven Ottke Boxen                    | Claudia Pechstein Eisschnelllauf                | Alba Berlin Basketball                          | Alba Berlin Basketball                          | Ulli Wegner Boxen            |
| 2002                         | Sven Ottke Boxen                    | Franziska van Almsick Schwimmen                 | Alba Berlin Basketball                          | Alba Berlin Basketball                          | Joachim Franke Eishockey     |
| 2001                         | Erik Zabel Radsport                 | Claudia Pechstein Eisschnelllauf                | 1. FC Union Berlin Fußball                      | 1. FC Union Berlin Fußball                      | Jürgen Röber Fußball         |
| 2000                         | Robert Bartko Bahnradsport          | Birgit Fischer Kanurennsport                    | Alba Berlin Basketball                          | Alba Berlin Basketball                          | Jürgen Röber Fußball         |
| 1999                         | Sven Ottke Boxen                    | Claudia Pechstein Eisschnelllauf                | Hertha BSC Fußball                              | Hertha BSC Fußball                              | Jürgen Röber Fußball         |
| 1998                         | Michael Preetz Fußball              | Claudia Pechstein Eisschnelllauf                | Hertha BSC Fußball                              | Hertha BSC Fußball                              | Jürgen Röber Fußball         |
| 1997                         | Erik Zabel Radsport                 | Grit Breuer Sprint                              | Alba Berlin Basketball                          | Alba Berlin Basketball                          | Jürgen Röber Fußball         |
| 1996                         | Andreas Wecker Kunstturnen          | Marianne Buggenhagen Leichtathletik (Parasport) | Alba Berlin Basketball                          | Alba Berlin Basketball                          | Svetislav Pešić Basketball   |
| 1995                         | Andreas Wecker Kunstturnen          | Uta Pippig Langstreckenlauf                     | Alba Berlin Basketball                          | Alba Berlin Basketball                          | Svetislav Pešić Basketball   |
| 1994                         | Andreas Wecker Kunstturnen          | Franziska van Almsick Schwimmen                 | Wasserfreunde Spandau 04 Wasserball             | Wasserfreunde Spandau 04 Wasserball             | Horst Milde Marathonlauf     |
| 1993                         | Andreas Wecker Kunstturnen          | Franziska van Almsick Schwimmen                 | Hertha BSC Amateure Fußball                     | Hertha BSC Amateure Fußball                     | Jochem Ziegert Fußball       |
| 1992                         | Jens Fiedler Bahnradsport           | Franziska van Almsick Schwimmen                 | Hertha BSC Amateure Fußball                     | Hertha BSC Amateure Fußball                     | Horst Milde Marathonlauf     |
| 1991                         | Sven Ottke Boxen                    | Uta Pippig Langstreckenlauf                     | Wasserfreunde Spandau 04 Wasserball             | Wasserfreunde Spandau 04 Wasserball             | Horst Milde Marathonlauf     |
| 1990                         | Sven Ottke Boxen                    | Angela Hauck Eisschnelllauf                     | Wasserfreunde Spandau 04 Wasserball             | Wasserfreunde Spandau 04 Wasserball             | Horst Milde Marathonlauf     |
| 1989                         | Sven Ottke Boxen                    | Susanne Meyer/Katrin Adlkofer Segeln            | Wasserfreunde Spandau 04 Wasserball             | Wasserfreunde Spandau 04 Wasserball             | Uwe Gaßmann Wasserball       |
| 1988                         | Dirk Hafemeister Springreiten       | Kerstin Preßler Langstreckenlauf                | Wasserfreunde Spandau 04 Wasserball             | Wasserfreunde Spandau 04 Wasserball             | Uwe Gaßmann Wasserball       |
| 1987                         | Mike Kluge Querfeldeinradsport      | Susanne Meyer/Katrin Adlkofer Segeln            | Wasserfreunde Spandau 04 Wasserball             | Wasserfreunde Spandau 04 Wasserball             | Uwe Gaßmann Wasserball       |
| 1986                         | Peter Röhle Wasserball              | Christina Moser Hockey                          | Wasserfreunde Spandau 04 Wasserball             | Wasserfreunde Spandau 04 Wasserball             | Alfred Balen Wasserball      |
| 1985                         | Boris Becker Tennis                 | Iris Zscherpe Schwimmen                         | Wasserfreunde Spandau 04 Wasserball             | Wasserfreunde Spandau 04 Wasserball             | –                            |
| 1984                         | Manfred Loth Motorbootsport         | Iris Zscherpe Schwimmen                         | Wasserfreunde Spandau 04 Wasserball             | Wasserfreunde Spandau 04 Wasserball             | –                            |
| 1983                         | Rainer Podlesch Bahnradsport        | Yvonne Haug Kunstturnen                         | BSC Preussen Eishockey                          | BSC Preussen Eishockey                          | –                            |
| 1982                         | Rainer Podlesch Bahnradsport        | Yvonne Haug Kunstturnen                         | Wasserfreunde Spandau 04 Wasserball             | Wasserfreunde Spandau 04 Wasserball             | –                            |
| 1981                         | Frank Otto Wasserball               | Christina Moser Hockey                          | Wasserfreunde Spandau 04 Wasserball             | Wasserfreunde Spandau 04 Wasserball             | –                            |
| 1980                         | Ralf Reichenbach Kugelstoßen        | Ralf Reichenbach Kugelstoßen                    | –                                               | –                                               | –                            |
| 1979                         | Christian Sandow Moderner Fünfkampf | Christian Sandow Moderner Fünfkampf             | –                                               | –                                               | –                            |